# Sex Education
Sex Education è una serie televisiva britannica, creata da Laurie Nunn per il servizio on demand Netflix.

## Trama

Otis (Asa Butterfield) ed Eric (Ncuti Gatwa) in una scena della serie

La serie, ambientata nel Regno Unito, vede come protagonista Otis Milburn, un comune adolescente britannico, figlio di Jean, una scrittrice nonché terapista sessuale di fama nazionale. La sua vita è stata sempre invasa dal lavoro della madre, tanto da renderlo un ragazzo particolarmente sensibile ai problemi altrui, specialmente se di natura sessuale. Egli frequenta il liceo Moordale insieme al suo migliore amico Eric. Un giorno si ritrova a parlare con Adam, un compagno di scuola bullo nonché figlio del preside con problemi eiaculatori il quale, grazie ai consigli di Otis, riesce ad avere un rapporto completo con la sua ragazza, Aimee.
In seguito a ciò Maeve, un'amica di Aimee, comprende le abilità terapeutiche di Otis e gli propone di diventare il «terapista sessuale» degli studenti della Moordale, previo pagamento. Così comincia l'avventura da sessuologo di Otis che, insieme con Maeve ed Eric, costituisce il fulcro delle relazioni del Moordale.

### Prima stagione
Otis e Maeve iniziano a gestire un business segreto di terapia sessuale fra gli studenti del liceo Moordale. Nonostante il suo talento nel trattare i sentimenti altrui, Otis stesso è vergine e inesperto e lo imbarazza entrare in intimità a causa del turbolento divorzio dei suoi genitori. La nuova amicizia con Maeve e l’impegno della terapia portano Otis a trascurare Eric e a mentire a sua madre, che a sua insaputa sta scrivendo un libro sulla sessualità adolescenziale ispirato proprio ai suoi problemi di intimità. Otis si rende conto di provare qualcosa per Maeve, ma la ragazza, dal carattere chiuso e diffidente, si lascia avvicinare solo dal rappresentante degli studenti, Jackson Marchetti, che chiede consigli per conquistarla proprio a Milburn. Otis si consola conoscendo Ola, figlia della nuova fiamma di Jean, Jakub. Otis fa pace con Eric e risolve i problemi con la madre, che non pubblica il libro, mentre Maeve viene espulsa dal Moordale a causa dei comportamenti illeciti di suo fratello Shaun. Eric trova il coraggio di opporsi ad Adam, che lo ha sempre preso di mira pesantemente, ma con sorpresa di entrambi finiscono per avere un rapporto orale durante una punizione scolastica. Proprio quando si rende conto di amare Otis, Maeve scopre che lui e Ola si sono ufficialmente messi insieme.

### Seconda stagione
Dopo alcuni mesi Maeve torna al Moordale e lei ed Otis ricominciano a gestire la terapia, ma non sono i soli: Jean viene assunta come terapista per gli studenti e fa subito da concorrenza al suo stesso figlio. Il riavvicinamento fra Otis e Maeve provoca la gelosia di Ola, che lascia il ragazzo e si dichiara alla stramba Lily Iglehart. Eric attira le attenzioni del nuovo studente francese Rahim, ma non riesce a non pensare ad Adam, che contemporaneamente sta affrontando la scoperta della propria bisessualità, proprio mentre i suoi genitori divorziano. Jackson vive un momento di intensa depressione a causa del rapporto turbolento con le madri, il che lo porta a fratturarsi intenzionalmente una mano. Aimee viene molestata su un autobus e cerca il sostegno delle amiche per superarne le conseguenze psicologiche. Maeve si dichiara ad Otis ma le tensioni con Ola e i risentimenti del passato fanno si che il ragazzo la ferisca, insultandola da ubriaco. Jean, non riuscendo a vivere una relazione stabile, tradisce Jakub, per poi scoprire dell’attività di terapia di Otis. Al musical di fine anno, Adam si dichiara ad Eric davanti all’intera scuola e Otis decide di chiudere per sempre la sua clinica per riconciliarsi con la madre. Successivamente Otis lascia un messaggio in segreteria a Maeve per farsi perdonare ma il nuovo vicino di lei, Isaac, cancella il messaggio.

### Terza stagione
Inizia l’ultimo anno di liceo e al Moordale arriva una nuova preside, Hope Haddon, che dietro una personalità amichevole nasconde un pugno di ferro che i ragazzi iniziano a mal sopportare. Jean scopre di essere incinta di Jakub e i due provano allora a tornare insieme. Otis frequenta la ragazza più popolare del Moordale, Ruby Matthews, con cui l’anno prima aveva perso la verginità ad una festa. Da una relazione segreta ed occasionale il loro rapporto si evolve e Ruby comincia a provare dei veri sentimenti per Milburn. Maeve si avvicina ad Isaac ma dopo aver scoperto del messaggio di Otis ripensa al loro vecchio rapporto e, durante una gita in Francia, lo bacia. La molestia subita l’anno prima causa problemi di intimità ad Aimee, mentre Jackson si innamora  di uno studente non-binary, Cal. Nonostante la relazione con Adam proceda bene, Eric matura il desiderio di scoprire ancora di più la propria identità queer e, dopo un incontro romantico durante un viaggio di famiglia in Nigeria, lo tradisce. Hope limita l’espressività dei ragazzi e istituisce regole sempre più ferree, oltre che ad un programma di educazione sessuale piuttosto scadente. Otis comprende che la terapia è il suo vero talento nella vita e gli studenti del Moordale si ribellano collettivamente ad Hope auto dichiarandosi “la scuola del sesso”. Il Moordale viene privato dei fondi e quindi chiuso, e i ragazzi si trovano senza una scuola a pochi mesi dal diploma, mentre Jean partorisce la piccola Joy. Dopo la fine delle loro storie con Ruby e Isaac, sembra che Otis e Maeve possano finalmente stare insieme, se non fosse che la ragazza viene accettata in un prestigioso corso di scrittura professionale in America.

### Quarta stagione
Dopo la chiusura del Moordale, Otis e i suoi amici si iscrivono al Cavendish College, un liceo high-tech e queer-friendly in cui Eric diventa subito molto popolare. Otis scopre che il Cavendish ha già una sua giovane terapeuta sessuale che aiuta gli studenti, la sagace O. Jean viene lasciata da Jakub dopo che quest’ultimo scopre di non essere il vero padre di Joy: Otis chiama allora sua zia Joanna per aiutare la madre a gestire la neonata. Maeve fatica a eccellere come si aspettava nel corso di scrittura in America, ma si ritrova a dover inaspettatamente tornare in Inghilterra dopo che sua madre Erin muore di overdose. Nonostante il momento buio, Maeve approfitta del suo ritorno per vivere finalmente una relazione con Otis, che intanto ha intrapreso una campagna contro O per diventare l’unico terapeuta del Cavendish. Sentendo di star diventando sempre più diverso da Otis, Eric si allontana da lui. Adam decide di non proseguire gli studi e trova lavoro in una scuderia locale, mentre pian piano recupera il suo rapporto con il padre e impara ad amare sé stesso proprio come Eric.
Jean incoraggia Maeve a non rinunciare al suo sogno di scrivere e la convince a tornare in America. Aiutando Cal in un momento difficile della sua transizione, Eric capisce di voler diventare  un pastore per aprire le menti dei fedeli della sua chiesa. Aimee supera finalmente il trauma della sua molestia grazie ad Isaac, di cui si innamora, ricambiata. Le maniere gentili degli studenti del Cavendish riescono a far maturare Ruby, che supera la sua cotta per Otis e abbandona la sua vecchia altezzosità. Jackson e le sue madri affrontano il tanto evitato discorso sul padre di lui, mentre Jean e Joanna rievocano dei traumi adolescenziali mai risolti. Al ballo di fine anno del Cavendish, Otis ed Eric fanno pace e O propone a Milburn di diventare colleghi. Tornato a casa, Otis trova una lettera scritta da Maeve, in cui gli dice addio e lo ringrazia per il tempo trascorso insieme.

## Episodi
| Stagione         | Episodi | Pubblicazione |
| ---------------- | ------- | ------------- |
| Prima stagione   | 8       | 2019          |
| Seconda stagione | 8       | 2020          |
| Terza stagione   | 8       | 2021          |
| Quarta stagione  | 8       | 2023          |

## Personaggi e interpreti

### Personaggi principali
- Otis Milburn (stagioni 1-4), interpretato da Asa Butterfield, doppiato da Andrea Di Maggio.
Un ragazzo fuori dalla norma, infastidito dal lavoro della madre e dalla sua interferenza nella sua vita scolastica e sessuale, che considera la presenza della madre qualcosa che lo faccia costantemente sentire strano e inadeguato. Avendo passato tutta la vita ad ascoltare le sedute di terapia della madre, essendo la sua camera collegata all'ufficio della madre tramite una presa d'aria, è già molto esperto in problemi relazionali, sesso e autostima. Dopo aver assistito a come lui, applicando quello che ha involontariamente imparato dalla madre, riesca a risolvere il problema di un altro studente, Maeve lo convince ad aprire un'attività di terapia sessuale per studenti, in cui lui farà da consulente e terapista. I due si innamorano ma ci saranno degli imprevisti che gli impediranno di confessare e ammettere il loro amore. Nonostante il suo grande talento, Otis ha anche un grosso problema: lui è il primo ad avere bisogno di un terapista sessuale, ma purtroppo è anche l'unico a non avere un esperto a cui rivolgersi, non volendo chiedere aiuto alla propria madre. Alla fine della seconda stagione Otis confessa a Maeve, tramite un messaggio lasciato nella segreteria telefonica, che l'ha sempre amata, ma questo messaggio verrà cancellato da Isaac.  All’inizio della terza stagione lo vediamo fare sesso occasionale con Ruby Matthews, con cui perde la verginità durante la seconda stagione. Ruby però, non vuole far sapere del suo rapporto con Otis perché imbarazzata di lui. Dopo che Eric lo rivela ad Adam, e quest’ultimo a Ola e successivamente a Lily che lo dice a tutta la scuola, i due rendono ufficiale il loro fidanzamento. Dopo che Otis le chiede di vedere casa sua, Ruby è inizialmente titubante, ma successivamente si convince.La stessa sera, in chiamata, Ruby dice a Otis di amarlo, ma egli non sicuro di provare lo stesso non ricambia. I due in seguito si lasceranno. Durante la gita in Francia, Otis e Maeve vengono dimenticati a una stazione di servizio, quest’ultima gli rivela di non aver ricevuto il suo messaggio e gli chiede di dirgli cosa contenesse. A seguito della rivelazione, i due si baciano, ma Meave è ora confusa: deve scegliere tra Otis e Isaac. Tornati a casa, Otis aiuta Maeve a cercare la sua sorellina Elsie, ma lei gli fa notare che da quando hanno smesso di occuparsi della clinica, Otis pensa solo a se stesso. Dopo una brusca litigata con sua madre, Otis torna dalla madre affidataria di Elsie, dove Maeve è ospitata, e i due si baciano sotto la pioggia. Nello stesso momento però, viene a sapere che a seguito del parto anticipato, Jean ha avuto un’emorragia. Spaventato dal pensiero di poter perdere sua madre egli scoppia in lacrime. Dopo che scopre che l’operazione di Jean è andata bene, si incontra Maeve, la quale gli rivela che nonostante lo ami non può fermare i suoi sogni per lui e che adesso che ha i soldi partirà per l’America, cosa a cui lui non si oppone, conscio che sia un'occasione troppo importante per lei. Nella quarta stagione decide di riaprire la sua clinica al nuovo liceo, il Cavendish, ma dovrà scontrarsi con O, un'altra aspirante terapeuta già affermata nella scuola; nel fare ciò verrà aiutato da Ruby, rimanendo a dormire a casa sua in un'occasione. Ciò gli causerà un forte senso di colpa nei confronti di Maeve, tornata nel frattempo a Moordale per la morte della madre Erin; nel frattempo, si distacca anche da Eric, entrato nel gruppo dei "popolari" della scuola. Durante un dibattito contro O per influenzare l'opinione degli studenti su chi debba essere il consulente scolastico, quest'ultima fa riemergere le idee controverse del padre di Otis, umiliandolo. Nel frattempo, lui e Maeve tentano più volte di avere un rapporto sessuale, fallendo in più occasioni. Dopo un confronto con O, Otis si rende conto che questo blocco è dovuto alla paura di essere abbandonato, e quella sera lui e Maeve riescono finalmente ad avere un rapporto. Maeve però decide di ripartire il giorno dopo per l'America, e decide di lasciarsi con Otis, di comune accordo, perché sarebbe troppo difficile gestire la distanza ancora, ma i due si dichiarano nuovamente il proprio amore. Otis viene eletto come consulente, ma decide di lasciare il posto ad O, sentendosi in colpa per averle rovinato una vera passione; verrà poi assunto da quest'ultima come collaboratore. Infine, riesce a riconciliarsi con Eric, risolvendo le incomprensioni con lui.
- Jean Milburn (stagioni 1-4), interpretata da Gillian Anderson, doppiata da Claudia Catani.
Madre di Otis, è una rinomata sessuologa. Divorziata, frequenta diversi uomini senza impegni. È molto apprensiva nei confronti del figlio, financo a sfociare nell'invadenza. Sembra avere un talento naturale per mettere a disagio Otis, raggiungendo l'apice nel momento in cui lei conduce una relazione con Jakob nello stesso momento in cui Otis è assieme a Ola, e quando decide di prendere ad esempio i problemi di masturbazione di Otis per mettersi a scrivere un libro sui problemi della pubertà. Durante la seconda stagione, a seguito dello scoppio di molti casi di clamidia nel liceo Moordale, viene assunta come terapista sessuale ufficiale della scuola, venendo a conoscenza dell'attività illecita del figlio, che sarà la causa scatenante del loro confronto. Lei e Otis arriveranno a parlarsi e a chiarirsi, pur lasciando qualche questione in sospeso. A seguito della scoperta di essere incinta di Jakob, cerca di creare una famiglia con Jakob, Otis e Ola. Tuttavia, le cose non andranno come previsto poiché, accortisi di sapere poco o nulla l'uno dell'altra, Jean e Jakob si allontanano. Inaspettatamente, Jean ha un parto anticipato e che le provoca una grave emorragia: grazie a un'operazione l'emorragia verrà bloccata e lei si salverà. Convinta che sia Jakob il padre della bambina, apre una posta che molto probabilmente contiene il test di paternità voluto da quest'ultimo che a giudicare dalla sua reazione, lascia in dubbio la paternità di Jakob. Il padre di Joy è infatti Dan, un suo amante occasionale, che durante la serie avrà una serie di appuntamenti con la sorella di Jean, Joanna, tornata a Moordale per aiutarla. Jean, infatti, soffre di depressione post-partum, e perciò non riesce a gestire in maniera efficiente la maternità e il suo nuovo lavoro in radio. In famiglia si scontra più volte sia con Joanna che con Otis, che si sente trattato da Jean come un "padre" per Joy e non come un figlio. Il suo programma in radio decolla definitivamente dopo l'assunzione, come co-conduttrice, di O, che sarà però sospesa in seguito alla scoperta dei suoi atti di bullismo verso Ruby. Jean riesce finalmente a conoscere Maeve, e la sprona a non abbandonare gli studi in America, facendo infuriare Otis. Nell'ultima puntata, riesce ad aiutare Joanna, che decide di partecipare al suo programma per raccontare gli abusi subiti in passato, e si riconcilia con Otis.
- Maeve Wiley (stagioni 1-4), interpretata da Emma Mackey, doppiata da Joy Saltarelli.
Una "cattiva ragazza" che, dopo aver notato le capacità di Otis, apre con lui un'agenzia di consulenza sessuale e di coppia, della quale lei gestisce il lato organizzativo e finanziario. In breve i due diventano migliori amici, sviluppando anche maggiori sentimenti l'uno per l'altra, soprattutto dopo che Maeve, rimasta accidentalmente incinta dopo un rapporto non protetto con Jackson, chiede al ragazzo di venirla a prendere alla clinica per aborti dove viene operata. I due si innamorano ma ci saranno degli imprevisti che impediranno ai due di confessare e in seguito di ammettere il loro amore. Alla fine della seconda stagione Otis confessa a Maeve, tramite un messaggio lasciato nella segreteria telefonica, che l'ha sempre amata, ma questo messaggio verrà cancellato da Isaac. È oggetto di scherno a causa di pettegolezzi nati dopo che lei, anni prima, aveva rifiutato un ragazzo, il quale aveva messo in giro la voce che lei gli avesse morso lo scroto, il che dà origine al soprannome di "Mordicazzi" (Cockbiter in inglese). Nonostante la sofferenza, in genere risponde a tono a chi la provoca. L'atteggiamento coriaceo cela, in realtà, una personalità molto gentile e un'intelligenza sopraffina: Maeve è, infatti, una studentessa brillante, amante di letteratura e filosofia e, inoltre, molto dotata nel componimento, cosa su cui la professoressa Emily Sands non perde occasione di fare leva, agendo da strenuo mentore della ragazza credendo fortemente nelle sue capacità, e ottenendone la riammissione a scuola dopo una sua iniziale espulsione per essersi addossata la colpa del fratello di aver distribuito droga al ballo di fine anno. I suoi problemi sono fondamentalmente legati al difficile contorno familiare: lei vive in una roulotte in un campeggio, sua madre è una tossicodipendente in riabilitazione (che riappare nella seconda stagione) e suo padre è sparito; è stata cresciuta dal fratello maggiore che, pur volendole bene, è anche lui inaffidabile e spesso assente. Tutto questo l'ha spinta a non voler intrecciare relazioni troppo strette, non volendo soffrire ulteriori abbandoni.
- Eric Effiong (stagioni 1-4), interpretato da Ncuti Gatwa, doppiato da Alessio De Filippis.
Migliore amico di Otis, è un ragazzo omosessuale proveniente da una famiglia credente africana. È estremamente appariscente, sia nell'aspetto sia nell'atteggiamento, ha una difficile relazione con la sua famiglia e soprattutto con suo padre, il quale nutre un forte timore per quello che il suo orientamento sessuale potrebbe causargli. Dopo un pestaggio a carattere omofobo avvenuto mentre tornava da solo a casa a piedi da un evento per cui Otis gli ha dato buca, rompe per un po' l'amicizia con Otis e diventa instabile e rabbioso, arrivando ad aggredire Anwar, l'altro ragazzo omosessuale dichiarato della scuola a seguito dell'ennesima presa in giro, motivo per cui verrà messo in punizione con Adam, dove scoprirà la bisessualità di lui. I due inizieranno una storia bruscamente interrotta dal padre di Adam che spedisce il figlio in una scuola militare. Nella seconda stagione intraprenderà una relazione con Rahim, avvenente ragazzo francese nuovo nella scuola, salvo ri-dichiararsi apertamente ad Adam durante la recita di fine anno, spezzando il cuore di Rahim, ma presentando Adam ai suoi familiari, che lo accolgono con gioia. Di conseguenza nella terza stagione inizia una relazione con quest’ultimo che inizialmente non decolla, per via dell’inesperienza di Adam, ma successivamente si svilupperà. Durante il matrimonio di uno dei suoi cugini in Nigeria, conosce il fotografo del matrimonio e scopre che anche lui è segretamente gay, e gli fa scoprire la parte più segreta e festaiola di Lagos. Presi dall’euforia, i due si baciano lasciando dubbi nella mente di quest’ultimo una volta tornato a casa. Questi dubbi portano alla fine della relazione fra Adam e Eric, che dopo aver confessato di aver baciato un altro in Nigeria, si accorge che i due non possono ancora funzionare per via delle insicurezze di Adam ma gli promette che magari in futuro i due potranno tornare insieme.
- Adam Groff (stagioni 1-4), interpretato da Connor Swindells, doppiato da Manuel Meli.
Figlio del preside del liceo, bullizza spesso Eric. Ha un rapporto controverso e teso con il padre. È il primo "paziente" di Otis, ed è osservando come quest'ultimo riesca ad aiutarlo che Maeve decide di aprire un'attività di terapia sessuale a scuola. Dopo un iniziale periodo di eterosessualità - all'inizio della serie è fidanzato con Aimee -, verso la fine della prima stagione, a seguito di una colluttazione con Eric durante una punizione, scopre di essere attratto dal ragazzo, e i due finiscono per baciarsi. Patisce oltremodo il rapporto col padre, autoritario e inflessibile, che contrasta con la personalità del figlio, che vorrebbe invece affetto dal genitore. A seguito di risultati scolastici deludenti, viene costretto dal padre ad andare in un'accademia militare, da cui verrà espulso per possesso di marijuana (in realtà nascosta nel suo letto da due suoi compagni che aveva scoperto a masturbarsi in camerata, e che temevano potesse tradirli). Viene quindi assunto nella parafarmacia della cittadina, in cui reincontra Eric, col quale si fidanzerà ufficialmente alla fine della seconda stagione, trovando nella famiglia del ragazzo quell'affetto e quell'amore che mai erano traspariti da suo padre.
- Jackson Marchetti (stagioni 1-4), interpretato da Kedar Williams-Stirling, doppiato da Alessandro Campaiola.
Rappresentante della Moordale Secondary School e campione di nuoto, viene aiutato da Otis per diventare il ragazzo di Maeve. È il figlio di una coppia lesbica, con cui ha un difficile rapporto: una delle madri è estremamente esigente e severa nei suoi confronti, e non si accorge quanto le sue aspettative riguardo al nuoto lo facciano soffrire, generando in lui diversi problemi di ansia e di autostima. Inizialmente con Maeve ha una relazione di solo sesso, ma poi si fidanzano ufficialmente. Si lasceranno alla fine della prima stagione, quando si rende conto che Maeve ha in realtà sentimenti per Otis. Soffre tremendamente l'ansia da prestazione istillatagli dalla madre, al punto da fratturarsi volontariamente una mano in palestra per interrompere l'attività natatoria agonistica. A seguito di ciò, il preside gli fa capire come sia necessario migliorare il suo rendimento scolastico, non avendo più temporaneamente il surplus dell'attività sportiva a consentirgli di progredire negli studi. Conoscerà quindi Viv, e svilupperà una sincera amicizia con la ragazza. All’inizio della terza stagione, conosce Cal, uno dei due studenti non-binari della Moordale con cui svilupperà un’amicizia, allontanandosi nel frattempo da Viv che gli prenderà il ruolo di rappresentante degli studenti. L’amicizia fra Jackson e Cal sfocerà in amore salvo però poi fermarsi quando Cal gli fa notare che esso non è pronto per una relazione Queer.
- Michael Groff (stagioni 1-4), interpretato da Alistair Petrie, doppiato da Luca Biagini.
Preside della Moordale Secondary School e padre di Adam, con il quale è molto severo. Tiene molto all'immagine sua e della sua famiglia, e non riesce a capire quanto la propria ossessione non faccia altro che danneggiare sempre di più il suo rapporto con Adam, che arriverà ad urlargli in faccia il suo odio durante il ballo di fine anno nella prima stagione. È un personaggio odioso, pomposo e falso, disposto a tutto pur di levarsi d'impiccio - al punto da tappezzare di foto compromettenti la scuola per mettere in cattiva luce Jean, o di spedire il figlio in una rigida accademia militare invece che provare a ricostruire un rapporto con lui -, ma al tempo stesso vile e codardo, e gode di un rispetto decisamente limitato alla facciata da parte degli altri membri della scuola. Nella prima stagione, è responsabile dell'espulsione di Maeve, rifiutandosi di ascoltare le sue ragioni (pur sapendo bene che non era stata lei a distribuire la droga durante il ballo). Nella seconda stagione deve in primis fronteggiare la sfrontatezza della ragazza, che riesce a essere riammessa minacciando di divulgare il fatto che molti dei migliori temi scritti dagli studenti negli anni sono in realtà suoi, e in seguito le ire di Maxine Tarrington, la presidente della scuola, che finirà per sollevarlo dall'incarico dopo la caotica festa di fine anno. Durante la seconda stagione, inoltre, viene lasciato dalla moglie, stufa del suo carattere inflessibile e del suo pessimo rapporto col figlio. All’inizio della terza stagione lo vediamo cercare lavoro come professore in varie scuole, venendo rifiutato tutte le volte. Non avendo casa, viene inizialmente ospitato dal fratello Peter, e successivamente affitta una casa. Cerca di tornare insieme alla moglie, che dopo essersi lasciata con il suo nuovo ragazzo, va a letto con lui. I due però non tornano insieme a causa dell’influenza negativa che questo potrebbe avere su Adam.
- Aimee Gibbs (stagioni 1-4), interpretata da Aimee Lou Wood, doppiata da Lucrezia Marricchi.
Facente parte del gruppo delle ragazze popolari della Moordale Secondary School, inizialmente ha una relazione con Adam, che poi lascerà per via della sua scarsa intelligenza, per poi mettersi con un altro ragazzo conosciuto a scuola, Steve; ha una simpatia nascosta verso Maeve, che diventa palese alla fine della prima stagione, quando "lascia" Ruby per diventare ufficialmente migliore amica di Maeve. Diventa anche lei una paziente di Otis, ed è a una festa tenuta a casa sua che Otis riesce a farsi un nome come terapista. È rilevante una sottotrama che la riguarda nella seconda stagione, allorché, sull'autobus per andare a scuola, un uomo apparentemente normale si masturba eiaculandole addosso. L'evento la traumatizza molto più di quanto voglia dare a vedere, e riesce finalmente a parlarne col suo ragazzo, che si dimostra comprensivo e non la abbandona; tuttavia in seguito dovranno separarsi perché dopo l'avvenimento Aimee fatica ad entrare in intimità con il ragazzo. Riuscirà a superare completamente il trauma solo alla fine della quarta stagione, grazie alla fotografia e all'aiuto di Isaac.
- Ruby Matthews (stagioni 1-4), interpretata da Mimi Keene, doppiata da Giorgia Brasini.
La ragazza più bella, popolare e scortese della Moordale Secondary School. Si trova nei guai quando una sua foto hard rischia di essere diffusa a scuola. Otis e Maeve la aiutano a trovare il colpevole e contemporaneamente a risolvere un suo problema. Va a letto con Otis (entrambi ubriachi) dopo la festa realizzata da quest'ultimo ed inizia a provare dei sentimenti per lui. Durante la terza stagione della serie hanno una intensa relazione, che però giungerà alla fine quando, durante una chiamata fra i due, lei ammette di amarlo, e lui, invece di ricambiare, afferma solamente: "Che carino", ("That's nice" in lingua originale). Questo provocherà per la prima volta a Ruby, un grande dispiacere, che Otis riuscirà a rimarginare dopo un suo lungo discorso dove ammetteva che non voleva ferirla, ma semplicemente non provava gli stessi sentimenti.
- Isaac Goodwin (stagioni 2-4), interpretato da George Robinson, doppiato da Claudio Marsicola.
Ragazzo tetraplegico che risiede nello stesso campo di roulotte di Maeve. Dimostrerà chiaro interesse nei confronti della ragazza ed entrerà in competizione con Otis durante la terza stagione. Nella quarta poi inizierà una relazione con Aimee.
- Anwar Bakshi (stagioni 1-3), interpretato da Chaneil Kular, doppiato da Lorenzo Crisci.
Componente principale del gruppo popolare della Moordale Secondary School, è l'unico gay dichiarato della scuola oltre a Eric.
- Olivia Hanan (stagioni 1-3), interpretata da Simone Ashley, doppiata da Marta Filippi.
Membro del gruppo popolare della scuola. È la spalla/migliore amica di Ruby, con cui non sempre ha un'amicizia idilliaca.
- Lily Iglehart (stagioni 2-3, ricorrente stagione 1), interpretata da Tanya Reynolds, doppiata da Veronica Puccio.
Una ragazza che scrive e disegna fumetti di alieni pornografici, è determinata a perdere la verginità il più presto possibile. Si scoprirà bisessuale, iniziando anche una relazione con Ola.
- Ola Nyman (stagioni 2-3, ricorrente stagione 1), interpretata da Patricia Allison, doppiata da Chiara Oliviero.
Figlia di Jakob, prova un'iniziale simpatia verso Otis, che successivamente si trasformerà in amore. Per molti versi è l'opposto di Otis: è solare, espansiva e sicura di sé. Dopo aver lasciato Otis, si scoprirà pansessuale fidanzandosi con Lily.
- Jakob Nyman (stagioni 2-3, ricorrente stagione 1), interpretato da Mikael Persbrandt, doppiato da Saverio Indrio.
Svedese, idraulico tuttofare e padre di Ola, incomincia una relazione con la madre di Otis.
- Erin Wiley (stagioni 2-3), interpretata da Anne-Marie Duff, doppiata da Daniela D'Angelo.
Madre tossicodipendente di Maeve che cerca di recuperare il rapporto con la figlia.
- Emily Sands (stagione 3, ricorrente stagioni 1-2, guest 4), interpretata da Rakhee Thakrar, doppiata da Perla Liberatori.
Una professoressa che insegna inglese alla Moordale Secondary School. È di vitale supporto per Maeve, riconoscendo il suo talento e la sua intelligenza. Ha una relazione col professor Hendricks.
- Hope Haddon (stagione 3), interpretata da Jemima Kirke, doppiata da Eva Padoan.
Nuova preside della Moordale.

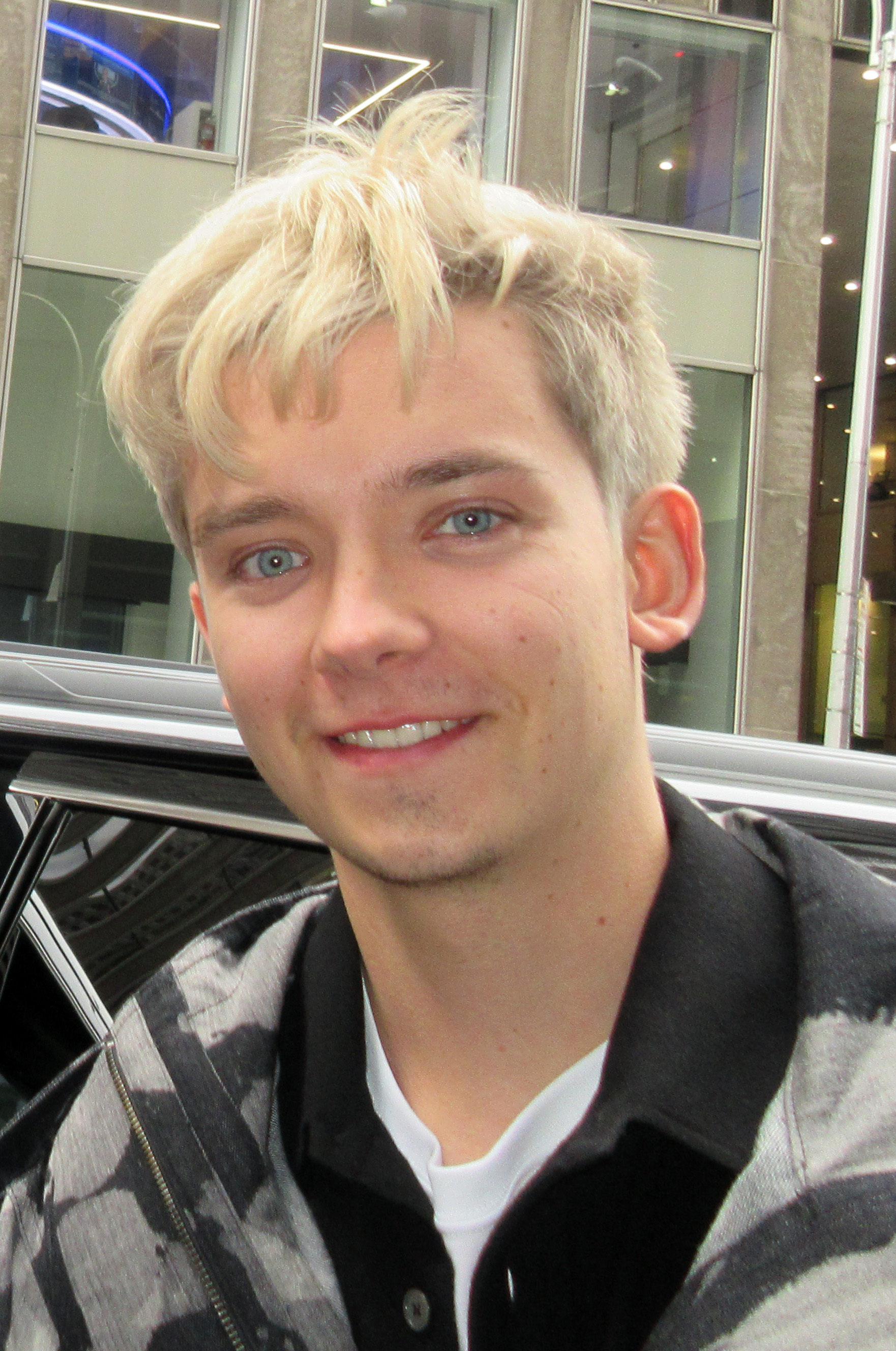
Asa Butterfield interpreta Otis Milburn.
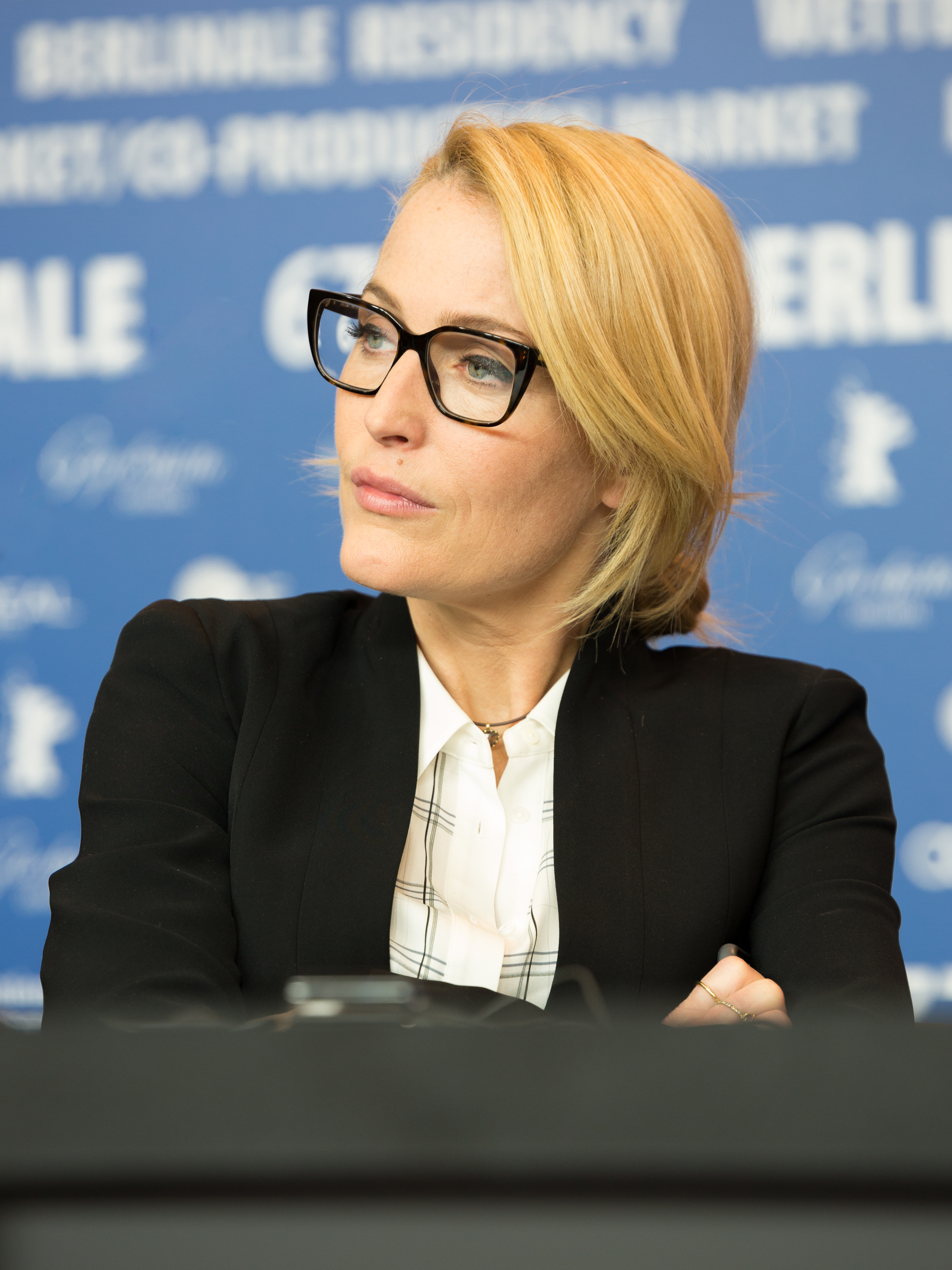
Gillian Anderson interpreta Jean Milburn.
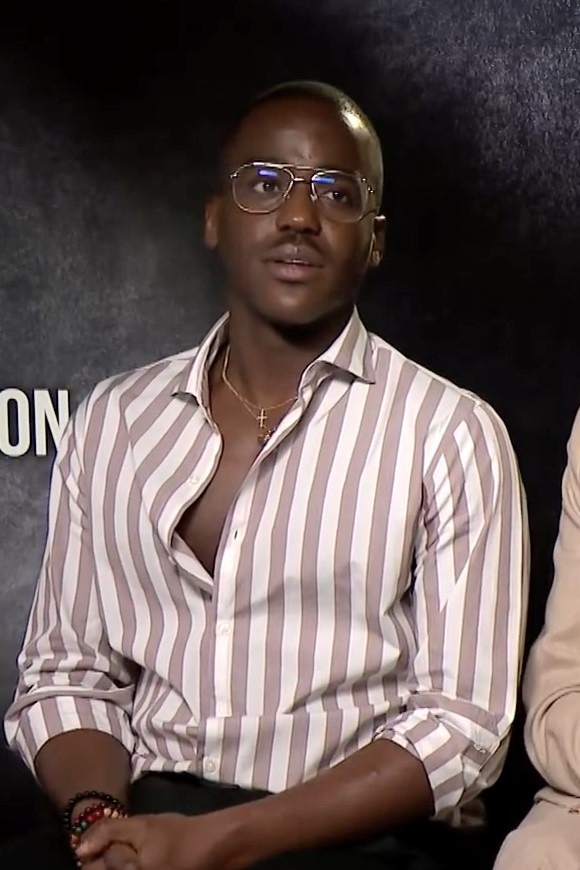
Ncuti Gatwa interpreta Eric Effiong.
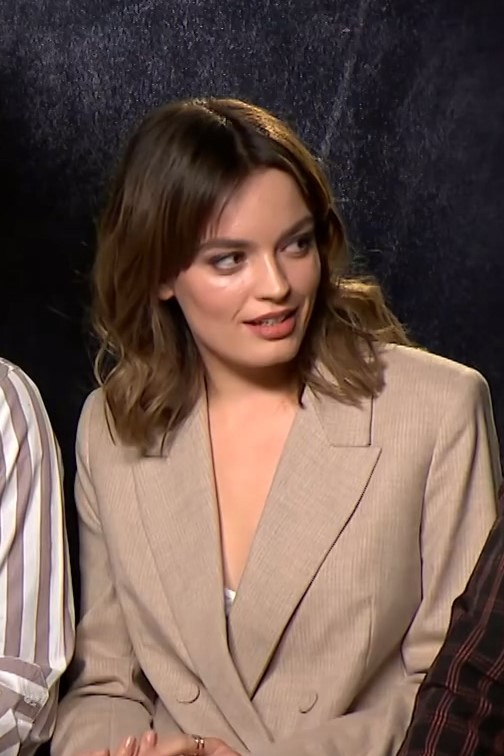
Emma Mackey interpreta Maeve Wiley.
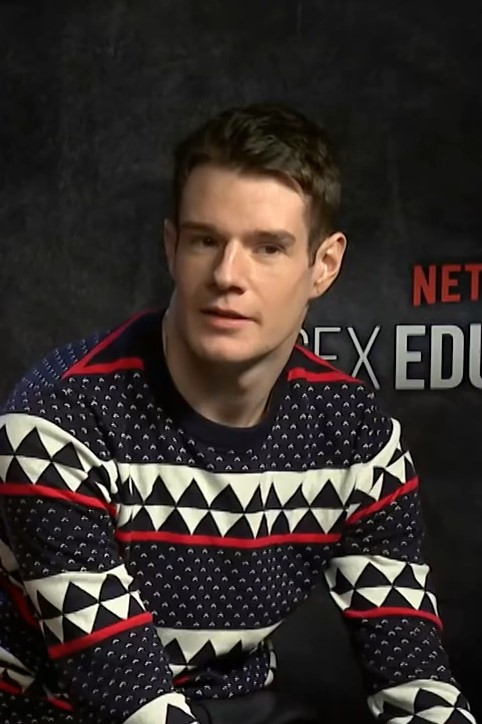
Connor Swindells interpreta Adam Groff.
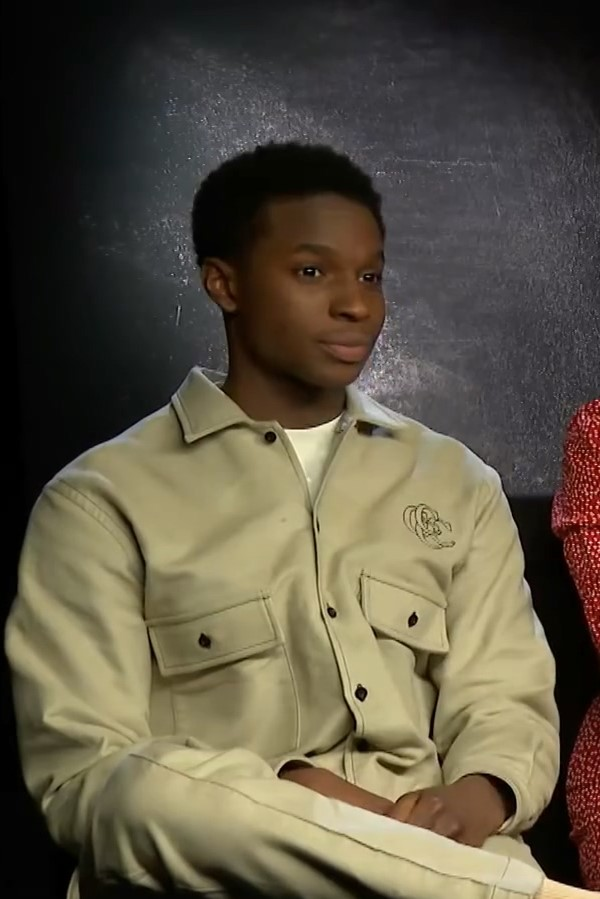
Kedar Williams-Stirling interpreta Jackson Marchetti.

### Personaggi ricorrenti
- Colin Hendricks (stagioni 1-3, guest 4), interpretato da Jim Howick, doppiato da Luigi Ferraro.
Professore di scienze alla Moordale Secondary School, è anche il direttore della Swing Band. Coltiva una relazione con la professoressa Sands, che riesce a migliorare proprio grazie ai consigli di Otis. Cerca di instaurare un rapporto con gli studenti provando ad essere simpatico, ma la sua goffaggine, spesso, lo rende solo ridicolo.
- Maureen Groff (stagioni 1-4), interpretata da Samantha Spiro, doppiata da Roberta Greganti.
La moglie del preside e madre di Adam. È sia una moglie devota sia una madre premurosa. Ama la sua cagnolina, Madame, ma purtroppo non riesce a fare da mediatrice tra il marito autoritario e il figlio ribelle. Al termine della prima stagione non riesce ad opporsi alla decisione del marito di spedire Adam alla scuola militare, e poi, nella seconda stagione, stanca dell'atteggiamento del marito, lo lascia e diventa amica di Jean.
- Remi Milburn (stagioni 1-2), interpretato da James Purefoy, doppiato da Sandro Acerbo.
Padre di Otis ed ex-marito di Jean, vive negli Stati Uniti d'America. Anche lui è un terapista sessuale, e il matrimonio con la moglie finì dopo che lui la tradì con una propria paziente. Si dimostra affezionato al figlio nelle poche volte in cui compare, e cerca di riavvicinarcisi con una turbolenta gita in campeggio durante la seconda stagione.
- Sofia Marchetti (stagioni 1-2, 4, guest 3), interpretata da Hannah Waddingham, doppiata da Giovanna Martinuzzi.
Una delle due madri di Jackson. Spinge Jackson a mantenere un rigido allenamento per la sua carriera nel nuoto, ma non capisce quanto la sua pressione lo faccia soffrire.
- Roz Marchetti (stagioni 1-2, 4), interpretata da Sharon Duncan-Brewster, doppiata da Rossella Acerbo.
Una delle due madri di Jackson. A differenza di Sofia, è molto più comprensiva nei confronti di suo figlio.
- Abeo Effiong (stagione 1), interpretato da DeObia Oparei, doppiato da Simone Mori.
Il padre di Eric, che esprime preoccupazione per la sfarzosità e per lo stile di abbigliamento che adotta suo figlio poiché teme che finiranno per fargli del male. Nonostante tutto, l'amore per il figlio resta più grande del buon nome della famiglia, arrivando a dichiararsi orgoglioso di Eric quando lo accompagna al ballo scolastico vestito in modo decisamente appariscente.
- Beatrice Effiong (stagioni 1-4), interpretata da Doreene Blackstock, doppiata da Valeria Perilli.
La madre di Eric che lo incoraggia a frequentare la chiesa come il resto della sua famiglia, che si dimostrerà gentile e amabile anche verso Adam.
- Cynthia (stagioni 1-3), interpretata da Lisa Palfrey, doppiata da Patrizia Burul.
Proprietaria di un campo di roulotte in cui vive Maeve. Ha problemi coniugali col marito, Jeffrey.
- Jeffrey (stagioni 1-3, guest 4), interpretato da Joe Wilkinson, doppiato da Emanuele Durante.
Marito di Cynthia.
- Kyle (stagione 1), interpretato da Jojo Macari, doppiato da Matteo Garofalo.
Un amico di Adam. Esce con Aimee dopo che lei e Adam si sono lasciati, prima che lei si metta insieme a Steve.
- Steve Morley (stagioni 1-3), interpretato da Chris Jenks, doppiato da Federico Campaiola.
Un nuovo arrivato alla Moordale Secondary School, membro del quiz team e fidanzato di Aimee.
- Sean Wiley (stagioni 1, 4), interpretato da Edward Bluemel, doppiato da Marco Barbato.
Il fratello maggiore di Maeve, che spesso era assente e problematico ma che comunque l'ha cresciuta al posto dei suoi genitori.
- Rahim (stagioni 2-3), interpretato da Sami Outalbali, doppiato da Alessio Nissolino.
Studente francese neo-arrivato alla Moordale, sviluppa un interesse per Eric.
- Viv Odusanya (stagioni 2-4), interpretata da Chinenye Ezeudu, doppiata da Anna Maria Laviola.
Studentessa membro del quiz team scolastico e tutor scolastico di Jackson.
- Joe Goodwin (stagioni 2-3, guest 4), interpretato da George Somner, doppiato da Federico Viola.
Fratello di Isaac.
- Yousef (stagione 2), interpretato da George Georgiou, doppiato da Michele Mancuso.
Zio di Rahim e proprietario del negozio alimentare in cui lavorano Ola e Adam.
- Dex Thompson (stagioni 2-3), interpretato da Lino Facioli, doppiato da Alessio Celsa.
Membro del quiz team della scuola e interesse di Viv.
- Cal Bowman (stagioni 3-4), interpretata da Dua Saleh, doppiata da Serena Stollo.
Persona non-binary che va alla Moordale.
- Peter Groff (stagione 3), interpretato da Jason Isaacs, doppiato da Massimo Lodolo.
Fratello maggiore di Michael e zio di Adam.
- Sarah “O” Owens (stagione 4) interpretata da Thaddea Graham, doppiata da Ludovica Bebi. 
 È la sex therapist della Cavendish è rivale di Otis, rivelerà di essere Asessuale.
- Roman (stagione 4) interpretato da Felix Mufti, doppiato da Ezzedine Ben Nekissa. È un ragazzo trans della scuola Cavendish.
- Abby (stagione 4) interpretata da Anthony Lexa, doppiata da Veronica Benassi. 
 Ragazza trans capo del gruppo popolare della Cavendish.
- Aisha (stagione 4) interpretata da Alexandra James, doppiata da Vittoria Bartolomei. 
 È una ragazza sorda della scuola Cavendish e appassionata di astrologia.
- Thomas Molloy (stagione 4) interpretato da Dan Levy, doppiato da Gabriele Vender.
Famoso autore e tutor di Maeve alla Wallace University.[2]
- Beau (stagione 4) interpretato da Reda Elazoura. 
 È il fidanzato tossico di Viv.
- Joanna (stagione 4) interpretata Lisa McGrillis, doppiata da Giulia Catania. 
 È la sorella di Jean e zia di Otis.

## Produzione

### Sviluppo
Il 28 novembre 2017, Netflix ha annunciato la serie, creata da Laurie Nunn con i produttori esecutivi Jamie Campbell e Joel Wilson. Ben Taylor ha diretto la serie e la Eleven Film l'ha prodotta. Il 1º febbraio 2019 la serie viene rinnovata per una seconda stagione, mentre il 9 febbraio 2020 viene rinnovata per una terza stagione. Il 25 settembre 2021, la serie viene rinnovata per una quarta stagione, che il 5 luglio 2023 viene anche annunciato essere l’ultima della serie.
Il 17 maggio 2018 è stato annunciato che Gillian Anderson, Asa Butterfield, Ncuti Gatwa, Connor Swindells e Kedar Williams-Stirling si sarebbero uniti al cast principale della serie. Il 16 luglio 2018 è stato comunicato il nome di James Purefoy per un ruolo ricorrente nella serie.

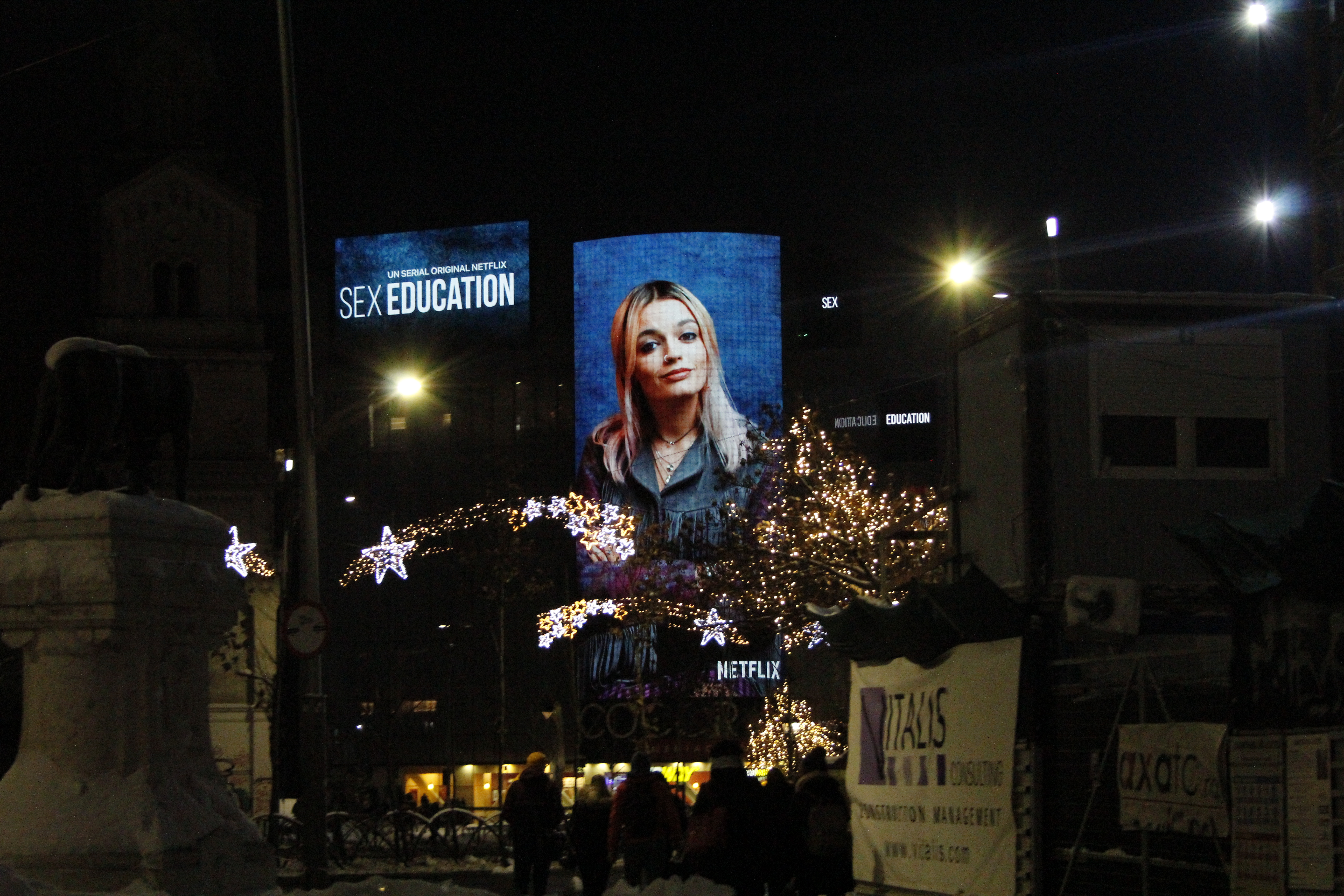
Schermo pubblicitario su un palazzo a Bucarest

### Riprese
Le riprese di Sex Education hanno avuto luogo a Wye Valley, tra Inghilterra e Galles, con location nei villaggi Llandogo e Tintern, presso la contea del Monmouthshire. Le scene ambientate alla Moordale Secondary School sono state girate nel campus non più in funzione dell'Università del Galles del Sud a Caerleon, Newport. La casa di Otis e Jean Milburn è uno chalet in stile scandinavo, con funzione di bed and breakfast, sito a Symonds Yat.

### Promozione
Il primo trailer ufficiale viene distribuito il 2 gennaio 2019, mentre la prima stagione della serie viene interamente pubblicata su Netflix una settimana più tardi, l'11 gennaio.
Il primo trailer della seconda stagione è stato pubblicato il 7 gennaio 2020, mentre un ulteriore trailer è stato diffuso il 16 gennaio. La seconda stagione è stata pubblicata sulla piattaforma il giorno seguente, 17 gennaio.
Le riprese della terza stagione, rimandate a causa dello scoppio della pandemia di COVID-19, sono terminate il 22 marzo 2021. Il 24 giugno 2021 viene annunciato che la terza stagione sarebbe stata pubblicata sulla piattaforma il 17 settembre dello stesso anno.
Il primo teaser della quarta e ultima stagione è stato rilasciato il 5 luglio 2023, annunciando anche la data d’uscita della stagione per il 21 settembre dello stesso anno.

## Accoglienza
La serie è stata accolta positivamente dalla critica. Su Rotten Tomatoes la prima stagione ha ricevuto una valutazione positiva del 91%, con un punteggio di 8,13 su 10 basato su 77 recensioni. Su Metacritic ha ricevuto un punteggio di 81 su 100, basato su 38 critici.
Riguardo alla prima stagione, Liz Shannon Miller della IndieWire ha affermato che «Sex Education fa un sacco di cose davvero bene, come ritrarre perfettamente il mondo di una scuola superiore, che risulta pienamente sviluppato, realistico fino a un certo punto ma [...] [con] un senso di evasione». Lewis Knight del Daily Mirror assegna alla serie 5 stelle su 5, affermando che «grazie a un insieme di talento e al modo esplicito di affrontare la sessualità nei giovani (e nei loro genitori), è una commedia esilarante, onesta e piacevolmente diversificata». James Poniewozik del New York Times descrive la serie come «tempestiva, ma non ostinata, di attualità, femminista, con una rinfrescante mancanza di angoscia riguardo al suo soggetto».
In una recensione contrastante, Hank Stuever del Washington Post ha scritto che «c'è il solito problema della deriva di Netflix per un episodio o due a metà strada, dove ritmo della trama rallenta finché sceneggiatori e produttori non escogitano un finale. Eppure si nota anche un'abilità artistica e una cura genuina — un messaggio sul fatto che non si tratta solo delle dimensioni, della forma e degli usi inventivi delle nostre parti private». In una recensione negativa, Ed Power dell'Independent ha valutato la serie due stelle su cinque e l'ha criticata dicendo che «Sex Education soffre dal fatto di non essere ambientata in un tempo e un luogo ben distinti [...] Desiderosa di accontentare ma confusa, a Sex Education farebbe bene una seduta sul lettino del terapeuta».

## Colonna sonora
| Recensione | Giudizio |
| ---------- | -------- |
| AllMusic   |          |

La colonna sonora originale della serie è della cantautrice statunitense Ezra Furman, ed è stata pubblicata nel 2020 sulle piattaforme musicali come Sex Education Original Soundtrack.

### Tracce
Testi e musiche di Ezra Furman, eccetto dove indicato.
1. I'm Coming Clean – 2:07
2. Love You So Bad – 3:42
3. Every Feeling – 2:46
4. Dr. Jekyll & Mr. Hyde – 3:48
5. Care – 3:16
6. Restless Year – 2:28
7. Early Rain – 2:54
8. La Madrugada – 3:51
9. I Can Change – 4:54 (James Murphy, Pat Mahoney)
10. Amateur – 3:01
11. My Zero – 3:58
12. Good Book – 2:36 (Melanie Safka)
13. Body Was Made – 3:34
14. If Only the Wind Would Blow Me Away – 3:02
15. Can I Sleep in Your Brain – 3:57
16. Devil or Angel – 2:17
17. At the Bottom of the Ocean – 3:24
18. Splash of Light – 2:00
19. The Queen of Hearts – 4:57

Durata totale: 62:32

## Riconoscimenti
- 2019 – MTV Movie & TV Awards
  - Candidatura per il miglior bacio a Ncuti Gatwa e Connor Swindells
  - Candidatura per la miglior performance rivelazione a Ncuti Gatwa
- 2020 – British Academy Television Awards
  - Candidatura per il miglior attore in una serie commedia a Ncuti Gatwa
- 2021 – British Academy Television Awards
  - Miglior attrice in una serie commedia a Aimee Lou Wood
  - Candidatura per la miglior attrice in una serie commedia a Emma Mackey
  - Candidatura per il miglior attore in una serie commedia a Ncuti Gatwa
- 2022 – British Academy Television Awards
  - Candidatura per la miglior attrice in una serie commedia a Aimee Lou Wood
  - Candidatura per il miglior attore in una serie commedia a Ncuti Gatwa
  - Candidatura al miglior talento emergente a Runyararo Mapfumo
  - Candidatura per la miglior fotografia a Oli Russell
  - Candidatura per il miglior casting a Lauren Evans